# Комсомольське (Чернишевський район)
Комсомо́льське (рос. Комсомольское) — село у складі Чернишевського району Забайкальського краю, Росія. Адміністративний центр Комсомольського сільського поселення.

## Населення
Населення — 991 особа (2010; 1259 у 2002).
Національний склад (станом на 2002 рік):
- росіяни — 83 %